# SmarThink
SmarThink is een schaakprogramma dat is gemaakt door Sergei S. Markoff uit Rusland. Het programma werd in 2004 computerschaakkampioen van Rusland en in 2005 van het GOS.